# Quartet per a oboè (Mozart)
El Quartet per a oboè i corda en fa major, K. 370 (368b), és una obra composta per Wolfgang Amadeus Mozart a principis de 1781. El quartet està orquestrat per a oboè, violí, viola i violoncel. El 1780, Mozart va rebre una invitació per assistir a Múnic i visitar a l'Elector Carles II Teodor de Baviera; li havia encarregat l'òpera Idomeneo per a una celebració de carnaval. Mentre estava a Múnic, Mozart va reprendre la seva amistat amb Friedrich Ramm, un virtuós oboista de l'orquestra de Múnic i va compondre aquest quartet per a ell.
Consta de tres moviments:
1. Allegro
2. Adagio
3. Rondeau: Allegro

La seva interpretació dura uns 15 minuts.

## Audició
Interpretació de Laila Storch (oboè) i el Philadelphia Quartet.
| Quartet per a oboè en fa major, K. 370 | Quartet per a oboè en fa major, K. 370 |
| -------------------------------------- | -------------------------------------- |
| 1. Allegro                             |                                        |
|                                        |                                        |
|                                        |                                        |
|                                        |                                        |
| 2. Adagio                              |                                        |
|                                        |                                        |
|                                        |                                        |
|                                        |                                        |
| 3. Rondeau: Allegro                    |                                        |
|                                        |                                        |
|                                        |                                        |
|                                        |                                        |